# Opava (distrito)
Opava é um distrito da República Checa na região de Morávia-Silésia, com uma área de 1.126 km² com uma população de 181.405 habitantes (2002) e com uma densidade populacional de 161 hab/km².